# Saint Seiya Omega
Saint Seiya Omega (jap.聖闘士星矢Ω) ist eine Animeserie von Toei Animation aus den Jahren 2012 bis 2014. Sie ist ein Ableger und Fortsetzung der Mangaserie Saint Seiya von Masami Kurumada.

## Inhalt
Die Handlung von Omega spielt 25 Jahre nach den Heiligen Kriegen des 20. Jahrhunderts, von denen der ursprüngliche Manga und seine Anime-Adaption erzählen. Die Göttin Athene ist nach ihrer Reinkarnation immer noch auf der Erde, um ihre Pflicht zum Schutz des Friedens vor mehreren Gegnern fortzusetzen. Athena und eine neue Generation von Saints bereiten sich auf neue Bedrohungen vor, die in dieser neuen Ära lauern, in der Pegasus Seiya, der Protagonist von Kurumadas Manga, als Heiliger der Legende und einer der Goldheiligen von Athena verehrt wird.
Der erste Teil der Serie ist das „Chapter Mars“, in dem der neue Pegasus Saint Koga und seine Freunde Dragon Ryuhō, Lionet Sōma, Wolf Haruto, Aquila Yuna und Aria vorgestellt werden und ihr Kampf gegen den Kriegsgott Mars beginnt. Mars will Aria gefangen nehmen, die die neue Athene werden soll. Der zweite Teil ist die „Zodiac Temples Saga“ mit Koga und seinen Freunden, die beschließen, gegen die vielen Gold Saints zu kämpfen, die sich im Kampf um die Rettung der Athene dem Mars angeschlossen haben.
Die zweite Staffel beginnt mit dem „Chapter New Cloth“, in dem Athenas neue Feindin Pallas und ihre Krieger auftauchen. Die Saints der Athena gewinnen im Steel Saint Subaru einen neuen Verbündeten und erhalten durch die stärkeren New Cloths neue Fähigkeiten. Die zweite Hälfte der zweiten Staffel umfasst das „Chapter Ω Erwachen“, in dem Athena und ihre vielen Saints ihren Krieg mit Pallas zu ihrer Festung Pallasvelda führen, wo Pallas Elite-Pallasiten beginnen, sich gegen sie zu verschwören.

## Produktion und Veröffentlichung
Ursprünglich plante Toei Animation eine Anime-Adaption des Mangas Saint Seiya: Next Dimension, aber die späte Veröffentlichung dieses Mangas führte dazu, dass von Reiko Yoshida ein neues Konzept entwickelt wurde. Dieses handelt einige Jahre nach den Ereignissen des ursprünglichen Mangas und erzählt von einer neuen Reihe Hauptfiguren, die von den Saints der vorherigen Generation unterstützt werden. Regie führten Kōhei Kureta, Morio Hatano und Tatsuya Nagamine. Für die zweite Staffel wurde statt Yoshida Yoshimi Narita als Hauptautor verpflichtet. Das Charakterdesign entwarf Yoshihiko Umakoshi, für die zweite Staffel dann Keiichi Ichikawa. Die künstlerische Leitung lag bei Kentaro Akiyama.
Die erste Staffel mit 51 Folgen wurde vom 1. April 2012 bis zum 31. März 2013 bei TV Asahi gezeigt. Die zweite Staffel mit 46 Folgen schloss sich unmittelbar beim gleichen Sender an und lief bis zum 30. März 2014. Bei Crunchyroll wurde der Anime international per Streaming verbreitet. Die parallel zur japanischen Ausstrahlung geschehende Veröffentlichung hatte unter anderem deutsche und englische Untertitel. Es folgten Synchronfassungen in Französisch, Spanisch und Portugiesisch, die jeweils auch im Fernsehen gezeigt wurden.

### Synchronisation
| Rollenname        | Japanischer Sprecher (Seiyū) |
| ----------------- | ---------------------------- |
| Aquila Yuna       | Satsuki Yukino               |
| Pegasus Koga      | Hikaru Midorikawa            |
| Lionet Sōma       | Katsuyuki Konishi            |
| Dragon Ryuhō      | Tetsuya Kakihara             |
| Wolf Haruto       | Tatsuhisa Suzuki             |
| Orion Eden        | Junichi Suwabe               |
| Aria              | Mamiko Noto                  |
| Subaru            | Yu Mizushima                 |
| Equuleus Subaru   | Yu Mizushima                 |
| Sagittarius Seiya | Tōru Furuya                  |
| Phoenix Ikki      | Tomokazu Sugita              |
| Libra Shiryu      | Ken Natita                   |
| Saori Kido/Athena | Shoko Nakagawa               |
| Andromeda Shun    | Hiroshi Kamiya               |
| Cygnus Hyoga      | Mamoru Miyano                |
| Mars              | Hidekatsu Shibata            |
| Hornet Sonia      | Aya Hisakawa                 |
| Hydra Ichi        | Masaya Onosaka               |
| Bear Geki         | Kiyoyuki Yanada              |
| Medea             | Yoshiko Sakakibara           |
| Capricorn Iona    | Ryuzaburo Ootomo             |
| Leo Mycene        | Yutaka Nakano                |
| Taurus Harbinger  | Kazuki Yao                   |
| Aries Kiki        | Shigeru Nakahara             |
| Abzu              | Nobuo Tobita                 |

### Musik
Die Musik der Serie wurde komponiert von Toshihiko Sahashi. Die Vorspannlieder sind:
- Pegasus Fantasy ver.Ω von Make-Up und Shoko Nakagawa
- Shinsei Ω Shinwa -Next Generation- (新星Ω神話 -next generation-) von √5 (rootfive)
- Mirai Saint Omega ~Saint Evolution~ (未来聖闘士Ω～セイントエボリューション～) von Nagareda Project
- Senkō Strings von Cyntia

Innerhalb der Folgen wurden folgende Lieder verwendet:
- Bravely von Hikaru Midorikawa
- I'll Be There von Shoko Nakagawa
- Inochi no Hana von Hiromi Tsuru
- Spirit of Saint von Tohru Furuya
- Undercover of the Moonlight von Tatsuhisa Susuki

## Manga-Adaption
Ein Manga zum Anime, geschaffen von Masami Kurumada, erschien vom 26. März bis 26. Juli 2013 im Magazin Kerokero Ace. Dessen Verlag Kadokawa Shoten brachte die Kapitel auch gesammelt in einem Band heraus.